# Gaudencio de Novara

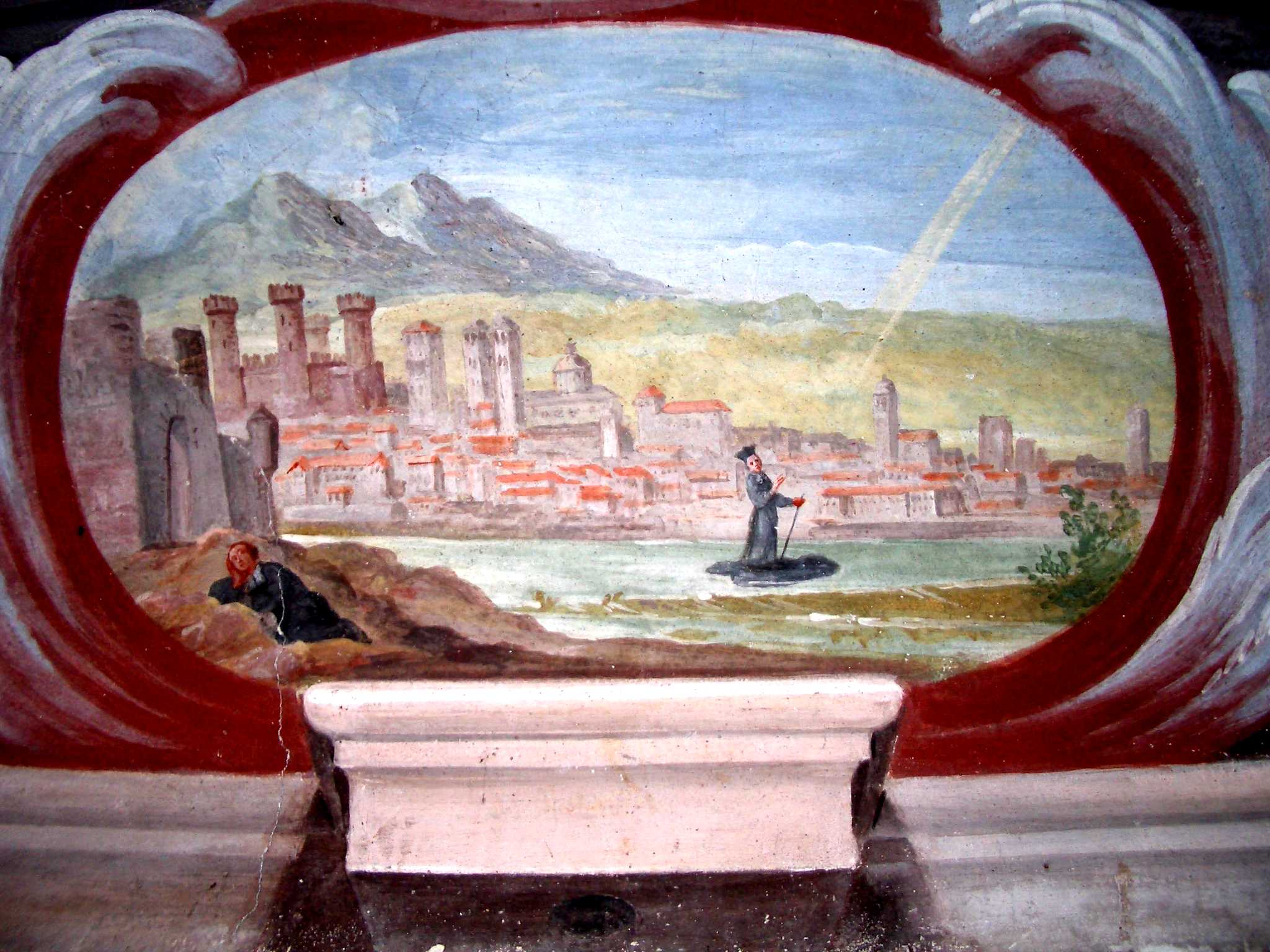
San Gaudencio abandona su ciudad natal de Ivrea navegando por el río Dora Baltea, fresco de Luca Rossetti en la iglesia de San Gaudencio de Ivrea.

Gaudencio de Novara (Ivrea, 327-Novara, 22 de enero de 418) fue un obispo romano, que es venerado como santo católico, el 22 de enero. 
Eusebio de Vercelli convirtió al cristianismo a Gaudencio, quien llegó a ser amigo del arzobispo Ambrosio de Milán. El sucesor de este en el obispado, Simpliciano, fue quien consagró a Gaudencio como primer obispo de Novara. En esta ciudad, de la que es patrono, se alza una importante basílica dedicada a la advocación de san Gaudencio. Su festividad se celebra el 22 de enero. 